# Leiocephalus apertosulcus
Leiocephalus apertosulcus är en utdöd ödleart som beskrevs av  Richard Etheridge 1965. Leiocephalus apertosulcus ingår i släktet rullsvansleguaner och familjen Tropiduridae. Inga underarter finns listade i Catalogue of Life.
Kvarlevor av arten hittades i Dominikanska republiken.